# Nyssodrysina venusta
Nyssodrysina venusta là một loài bọ cánh cứng trong họ Cerambycidae.